# Vila Vipolže
Vila Vipolže je dvonadstropna renesančna vila oz. dvorec (domačini ji pravijo tudi grad), ki stoji na vzhodnem robu vasi Vipolže v goriških brdih. Gre za edini ohranjeni primer italijanske poznorenesančne (manieristične) arhitekture na slovenskem, ki je bil kot tak razglašen za kulturni spomenik državnega pomena. Izstopa tudi ostanek parka z orjaškimi cipresami, ki naj bi bile med najstarejšimi v Evropi.
Stavba na tem mestu je bila prvič omenjena že v 12. stoletju kot graščina oz. lovski dvorec, skozi zgodovino pa so poslopje na obstoječih temeljih večkrat v celoti prezidali. Bila je v posesti Goriških grofov in v upravljanju rodbine Wipelsach, po kateri sta vila in bližnja vas dobili ime. Po načrtih neznanega arhitekta so ga prezidali v manierističnem slogu in konec 17. stoletja znova, tokrat je stavba dobila vogalne stolpiče in beneško okrasje, služila je kot poletna rezidenca Benečanov.
V začetku 20. stoletja je bila v stavbi vojaška bolnišnica, med drugo svetovno vojno pa je na ostrešje padla bomba in leta 1948 jo je poškodoval še požar. Nekaj časa po tistem je služila kot gospodarsko poslopje, nato pa je bila prepuščena propadanju. Po ustanovitvi Občine Brda so nastali načrti za obnovo, vendar je bila sprva obnovljena le streha, da stavba ni tako hitro propadala. Sama obnova se je za več let zavlekla zaradi pritožb neizbranih izvajalcev na javnih razpisih. Obnovitvena dela so se naposled začela marca 2013, prenovljen objekt s prostori za prirejanje kongresov, vinsko kletjo in muzejskim delom je bil odprt leta 2015 in predan v petletni najem Občini Vipolže. Obnovo so financirali z evropskimi sredstvi in denarjem ministrstva za kulturo.